# 明希豪森
明希豪森是德国黑森州的一个市镇。总面积41.54平方公里，总人口3451人，其中男性1743人，女性1708人（2011年12月31日），人口密度83人/平方公里。